# فيليكي أوستيوغ
فيليكي أوستيوغ (بالروسية: Великий Устюг) هي إحدى مدن روسيا في الكيان الفدرالي الروسي فولوغدا أوبلاست.

## أعلام
- سيمون ديزهنيوف